# エレファン
「エレファン」は、2011年10月・11月に、NHKの音楽番組『みんなのうた』で放送された楽曲。作詞・作曲・編曲：松本俊明、歌：手嶌葵。

## 概要
空に浮かぶ月が欲しいと母に強請った象の子供「エレファン」が、取りに行くと森に入って行った母の帰りを待っていたが、帰りが遅くて心配したエレファンが森に入って探していくと、母は湖のほとりで銃に打たれて息を引き取り、エレファンに遺言を残すという内容である。
視聴者からはその悲しい結末に衝撃や賛否の声が多く集まった。元「みんなのうた」プロデューサーの川崎龍彦は、子供も視聴する『みんなのうた』で悲しい歌を作るのは非常に勇気がいるが、「マッチ売りの少女」や「忠犬ハチ公」などの昔の名作は大切なもの、かけがえのないものが何なのか、それを涙とともに教えてくれてハッピーエンドで片付けないからこそ幼い心に深く刻まれる。そのような教訓を『みんなのうた』に久々に登場させたいという思いがあったと述べている。同番組では過去に「さとうきび畑」「勇気一つを友にして」を放送しており、それらも悲しい結末を迎える楽曲であった。
歌は番組初出演の歌手・手嶌葵が静かに歌い上げ、演奏は松本俊明（ピアノ）、斉藤ノヴ（パーカッション）、渡辺等（コントラバス）、三浦一馬（バンドネオン）が担当した。
放送で使われた映像は絵本作家・後藤貴志の書き下ろしたイラストをスクロールで流した。